# Могутні рейнджери: Містична сила
«Могутні рейнджери: Містична сила» (англ. Power Rangers Mystic Force) — 14-й сезон американського дитячого фантастичного телесеріалу «Могутні рейнджери» в жанрі токусацу. Сезон є адаптацією «Mahou Sentai Magiranger» — 29 сезону японського серіалу «Super Sentai Show». Зйомки та монтаж фільму проходили у Новій Зеландії.
Ролі всіх п'яти героїв виконували австралійські або новозеландські актори. «Містична Сила» відрізнялася двома рейнджерами, які не підпадають під основні колірні схеми. Сонячний Лицар носить золоту броню над синім спандексом, Лицар-вовк носить фіолетову броню над чорним спандексом, а Воїн-вовк носить темно-червону броню над чорним спандексом. Це єдиний сезон, де зорди — не роботи, а магічні проєкції самих протагоністів.
В Україні серіал транслювався на каналах «1+1» та «QTV».

## Сюжет
У минулому відбулася битва між Добром і Злом, в результаті якої Зло було запечатане під землею завдяки п'ятьом хоробрим воїнам. В наш час через землетрус в'язниця лиходіїв ослабла і сили зла на чолі з Мортіконом посилають своїх слуг на поверхню. Підлітки Ксандер,  Чіп, Медісон, Віда й Нік з міста Брайрвуд відгукуються на прохання старого чоловіка розшукати його брата в лісі, який має недобру славу. Вирушивши до лісу, підлітки зазнають нападу чудовиськ, але їх рятує чарівниця Удонна. Вона розповідає про пророцтво, згідно якого Зло буде переможено остаточно п'ятьма прибульцями зі світу людей — Містичними рейнджерами. Удонна і підлітки стикаються з Лицарем-вовком, Кораґом, котрий перемагає чарівницю і забирає її чарівний жезл. Тоді Удонна дає Ксандеру, Чіпу, Медісон, Віді і Ніку чарівні палички, яким надає сучаснішого вигляду мобільних телефонів. Їм належить навчитися перетворюватися на Містичних рейнджерів. Однак Нік не вірить у магію, тому його паличка не діє. Та він все ж вирушає допомогти друзям в битві проти Лицаря-вовка та завдяки цьому стає Червоним рейнджером — лідером команди.
Рейнджери навчаються чаклувати та прикликати зордів (Містичних титанів) — свої магічні проєкції, щоб боротися з велетенськими чудовиськами, котрих насилає помічниця Мортікона Некролай. За подвиги рейнджери отримують нові закляття з магічної книги. Кораґ викрадає їхні сили, Мортікон вибирається зі свого підземелля. Проте Нік допомагає його коневі Катастросу, повертає сили й скидає Мортікона назад. Некролай безуспішно намагається перетворити Віду на вампіра, щоб зруйнувати команду рейнджерів. Сили Зла намагаються визволитися, скориставшись ученицею Удонни, Клер. Мортікон визволяється з-під землі, рейнджери формують зі своїх зордів Титан-мегазорда й знищують його. Кораґ зазнає поразки, зламавши свого меча, після чого тікає.
Некролай знаходить у печерах мумію стародавнього чаклуна Імперіуса, та не звертає уваги на лампу. Рейнджери не встигають завадити пробудженню Імперіуса, зате в лампі виявляють дружнього джина Дженджі. Медісон звільняє від прокляття його хазяїна — чарівника Даггерона. Той розповідає, що Імперіус — це колишній маг-зрадник Каліндор, який став на бік Зла. Даггерон стає шостим, Золотим рейнджером і наставником підлітків. Тим часом сили Зла очолює Імперіус, Кораґ перестає служити йому, позаяк чаклун дбає тільки про власну вигоду. Той посилає Чотирьох Варварських Потвор убити Лицаря-вовка та рейнджерів. Імперіусу вдається викрасти лампу з Дженджі та змусити його виконати бажання — щоб Містичних рейнджерів не існувало.
Настає світ, у якому править Імперіус, а Ксандер, Чіп, Медісон, Віда й Нік не мають жодних магічних сил. Але ображений на нового володаря Зла Кораґ допомагає їм, відправивши до Магічного трибуналу. Ці судді спочатку не хочуть допомогти силам Добра, оскільки Імперіус не порушив магічних законів. Але Нік переконує їх у необхідності скасувати бажання, через що світ повертається до колишнього стану.
Рейнджери отримують нові сили і долають Чотирьох Потвор. Імперіус викрадає їх разом з Удонною, де ті постають перед справжнім правителем Зла Октомусом. Лиходій поглинає їхні сили, та Кораґ під впливом цього згадує, що був зачаклованим воїном Лінбоу та чоловіком Удонни. Він возз'єднується з дружиною і вони розуміють, що Нік — це їхній загублений син. Лінбоу спускається в підземелля, де запечатує Октомуса, повертає сили героїв, але й сам зникає безвісти. Даггерон тим часом знищує Імперіуса. Сили повертаються до рейнджерів і вони вирушають на пошуки Лицаря-вовка.
Некролай відкриває печеру, в якій заточені Десять Жахів, з якими Містичні рейнджери по черзі борються. Один з Жахів, Матумбто, обирається Октомусом, щоб переродитися в його тілі на поверхні. Удонна рятує Лінбоу, що перетворюється на Воїна-вовка. Проте Окотомус задурманює Ніка, роблячи його новим злим Лицарем-вовком. Сутичка з батьком спонукає Ніка повернутися на бік Добра. Октомус вбиває верховну чарівницю, щоб могти порушувати закони магії, в битві з ним гинуть Лінбоу з Даггероном.
Удонна опиняється в підземеллях, де зустрічає Некролай, котра все ж має частку добра. Вампір, турбуючись про свою доньку, піднімає заколот серед чудовиськ. Октомус переносить Містичних рейнджерів у своє царство, де знищує їхні зорди. Але Нік не здається і ранить лиходія, тож той змушений повернути рейнджерів.
Виявляється, верховна чарівниця не померла. На допомогу приходять Клер і Сніговий принц. Некролай оживлює Лінбоу й Даггерона, завдяки чому стає людиною. Октомус виривається на поверхню, де поглинає магію рейнджерів. Жителі Брайрвуда та магічного лісу приходять їм на допомогу. Їхня віра в чудо наділяє рейнджерів новими силами. Містичні рейнджери чаклують закляття, що живиться від нескінченного благородства, тому Октомус не може його поглинути й вибухає.
Жителі Брайрвуда перестають боятися чарівного лісу. Прості люди, казкові створіння й чарівники починають жити разом. Віда, Чіп, Медісон і Ксандер лишаються в місті, а Нік з батьками від'їжджає, але обіцяє Медісон, що повернеться.

## У ролях
Містичні рейнджери
- Фірасс Дірані // Нік «Боуен» Рассел, Червоний рейнджер, його стихія Вогонь; Нік є керівником групи. Володар зорда-фенікса/жар-птиці.
- Енжі Діас // Віда «Ві» Рокка, Рожевий рейнджер, її стихія Вітер. Володарка зорда-феї.
- Нік Семпсон // Чарлі «Чіп» Торн, Жовтий рейнджер, його стихія Блискавка. Володар зорда-ґаруди.
- Річард Бранкатісано // Ксандер Блай, Зелений рейнджер, його стихія Земля. Володар зорда-мінотавра.
- Мелані Вал'єхо // Медісон «Медді» Рокка, Синій рейнджер, її стихія Вода. Володарка зорда-русалки.

Інші рейнджери
- Джон Туї // Даггерон, Сонячний лицар, Золотий рейнджер. Володар зорда-потяга.
- Пета Раттер // Удонна — вона є Білим рейнджером і наставником для основної команди. Також виявлено, що вона — мати Ніка. Володарка білого зорда-коня Брайтстара.
- Кріс Грем // Лінбоу/Воїн-вовк — спочатку був зачаклований і служив Злу під іменем Кораґ, пізніше повернувся на бік Добра. Виявилося, що він батько Ніка. Володар чорного зорда-коня Катастроса.

Союзники
- Антонія Преббл // Клер Лендтрі, воротар
- Барні Дункан // Тобі Сламбрук
- Келсон Гендерсон // Фінес
- Паоло Ротондо // голос Снігового принца (актор, що грає персонажа, з'являється лише в костюмі)
- Олівер Драйвер // голос джина Дженджі (персонаж зображений маріонеткою)
- Голлі Шанаган // Леле Пімваре
- Бріджит Бергер // Ніккі Пімваре

Лиходії (актори, що грають персонажів, з'являються лише в костюмах)
- Ендрю Робертт // голос Мортікона
- Стюарт Девені // голос Імперіуса
- Деоф Долан // голос Кораґа/Лицаря-вовка
- Донодж Ріс // голос Некролай
- Джон Лі // голос Октомуса

Десять Жахів
- Грег Сміт // голос Магми
- Ендрю Лайнг // голос Окулюса
- Саллі Стоквелл // голос Серпентина
- Даллас Барнетт // голос Мегагорна
- Чарлі Макдермотт // голос Хекотіда
- Марк Фергюсон // голос Геккора
- Камерон Родс // голос Матумбо
- Джозефіна Дейвісон // голос Ітассиса
- Дерек Джудж // голос Чорного Списа
- Пітер Дауб // голос Скальпіна